# Niño Hamburguesa

Niño Hamburguesa

Iván Flores (nacido el 30 de enero de 1996) es un luchador profesional mexicano, más conocido por su nombre en el ring Niño Hamburguesa. Actualmente firmó con Lucha Libre AAA Worldwide (AAA). Es un ex-Campeón Mundial en Parejas Mixtas de AAA con Big Mami.

## Carrera en la lucha libre profesional

### Lucha Libre AAA Worldwide (2014-presente)
El 19 de junio de 2017, en Nuevo Laredo, Hamburguesa y Mami compitieron por el Campeonato Mundial en Parejas Mixto de AAA derrotando a Venom y Lady Shani para ganar el título. El 31 de mayo de 2018, en Pachuca, Hamburguesa y Mami tuvieron su primera defensa derrotando a Villano III Jr. & La Hiedra. Su segunda defensa se llevó a cabo el 25 de agosto en Triplemanía XXVI quienes derrotaron a Dinastía & Lady Maravilla, El Hijo del Vikingo & Vanilla Vargas y Angelikal & La Hiedra. Su tercera defensa tuvo lugar el 16 de marzo en Rey de Reyes quien derrotó a Maravilla y Villano III Jr., donde comenzó el feudo entre Maravilla y Mami. El 3 de agosto de 2019, en Triplemanía XXVII, Hamburguesa y Mami perdieron sus títulos ante Maravilla y Villano, donde fue una lucha por equipos a cuatro bandas, que también incluyó a los equipos de Australian Suicide & Vanilla y Sammy Guevara & Scarlett Bordeaux en sus cuarta defensa, poniendo fin a su reinado de 775 días, siendo el segundo reinado más largo del campeonato.

## Campeonatos y logros
- Lucha Libre AAA Worldwide
  - Campeonato Mundial en Parejas Mixto de AAA (1 vez) - con Big Mami [5]
  - Copa Triplemanía Regía (2019)
  - Copa Triplemanía XXX (2022, Tijuana) [6]
  - Rey de Reyes (2025)

- Pro Wrestling Illustrated
  - Clasificado en el puesto 474 de los 500 mejores luchadores individuales en el PWI 500 en 2022 [7][8]